# Rossella Casini
Rossella Casini (Firenze, 29 maggio 1956 – Palmi, 22 febbraio 1981) è stata una vittima della 'ndrangheta, scomparsa in Calabria durante la sanguinosa faida tra la 'ndrina Gallico e le 'ndrine Parrello-Condello, nota anche come la "faida di Palmi".

## Biografia
Fiorentina, figlia unica di Loredano, ex dipendente della Fiat in pensione, e Clara, casalinga, viveva a Borgo la Croce con i genitori, strada che collega piazza Sant'Ambrogio a piazza Beccaria, all'estremità orientale del centro storico fiorentino. Capelli biondi, occhi azzurri, estranea alla cultura mafiosa, Rossella aveva 21 anni e studiava alla Facoltà di Magistero, corso di laurea in Pedagogia, dell'Università di Firenze quando nel novembre del 1977 conobbe Francesco Frisina. Francesco era uno studente fuorisede calabrese alla facoltà di economia all'università di Siena, e da poco si era trasferito, con altri studenti meridionali, nella stessa palazzina ottocentesca dove viveva la famiglia Casini, in Borgo la Croce a Firenze. Rossella iniziò una relazione con Francesco, ignara che lo studente calabrese avesse legami con la 'ndrangheta e che la sua famiglia fosse affiliata alla 'ndrina Gallico di Palmi.
La relazione tra Rossella e Francesco proseguì nella più apparente normalità quando nell'estate del 1979 andarono insieme in vacanza nella città natale di lui, Palmi. Durante la permanenza calabrese il 4 luglio 1979 Domenico Frisina, imprenditore agricolo e padre di Francesco, fu assassinato in contrada Pirara di Palmi da due killer della 'ndrangheta appartenenti a un clan rivale. Da quel momento tutto cambiò per Rossella: l'episodio di sangue era legato alla faida in corso tra la 'ndrina Gallico, di cui i Frisina erano parte, e le 'ndrine Parrello-Condello, e Rossella aveva iniziato a rendersi conto di essere finita in mezzo a una guerra di mafia. Ma la studentessa fiorentina, sempre più innamorata di Francesco, rimase a Palmi anche nei mesi successivi per offrire sostegno morale al fidanzato.
Alcuni mesi più tardi, il 9 dicembre 1979, anche Francesco fu ferito alla testa, riportando lesioni cerebrali durante una spedizione punitiva contro Francesco Condello, membro della 'ndrina rivale. Francesco fu subito ricoverato, per la gravità delle lesioni, al reparto neurochirurgico degli Ospedali Riuniti di Reggio Calabria. Rossella, che era in viaggio verso Firenze quel giorno, tornò precipitosamente a Palmi e riuscì a far trasferire il fidanzato al reparto neurochirurgico dell'ospedale Careggi di Firenze.
Durante la permanenza all'ospedale fiorentino, Rossella, con l'aiuto di un giovane brigadiere di Polizia, riuscì a convincere Francesco a collaborare con la giustizia e raccontare dettagli sulla faida in corso a Palmi allo stesso poliziotto e a un sostituto procuratore di Firenze. Rossella stessa il 14 febbraio 1980 rilasciò dichiarazioni su quanto aveva visto durante i suoi soggiorni a Palmi in Calabria al procuratore fiorentino Francesco Fleury, il quale trasmise gli atti alla procura di Palmi.
La reazione della famiglia Frisina non si fece attendere. Intervenne Pino Mazzullo, cognato di Francesco e marito di sua sorella Concetta. Francesco venne convinto dalla famiglia ad andare a Torino, e a ritrattare tutto con i magistrati. La colpa del pentimento di Francesco ricadde così su Rossella, la quale, comunque, non abbandonò la sua volontà di tirare fuori Francesco dal mondo malavitoso. Rossella continuò a frequentare Francesco e fare avanti e indietro tra Firenze e la Calabria.
Rossella scomparve il 22 febbraio 1981 a Palmi, all'età di 24 anni. Quel giorno fece un'ultima telefonata al padre Loredano nella quale gli aveva annunciato che stava per tornare a Firenze. Il corpo di Rossella non è mai stato ritrovato.

## Le indagini e il processo
Dopo la scomparsa di Rossella, avvenuta nel 1981, sulla vicenda cala un silenzio assordante. La madre Clara muore nell'ottobre 1988, mentre il padre Loredano rimane da solo nella strenua ricerca della figlia, fino a quando non viene minacciato di fare la stessa fine se non avesse smesso di cercarla. Si parlò del caso solo 13 anni più tardi, nel 1994, quando il quotidiano fiorentino La Nazione riportò che il pentito palermitano Vincenzo Lo Vecchio, latitante tra la fine degli anni '70 e l'inizio degli anni '80 a Palmi e affiliato al clan Gallico-Frisina, aveva raccontato agli inquirenti che Rossella Casini venne uccisa per aver convinto Francesco Frisina, il fidanzato, a collaborare con la giustizia. Secondo quanto riferì agli inquirenti lo stesso Lo Vecchio, Francesco dette il suo assenso all'eliminazione della fidanzata. "Fate a pezzi la straniera" fu l'ordine perentorio della 'ndrangheta. Rossella, considerata una straniera, perché estranea all'ambiente calabrese e alle dinamiche culturali mafiose, venne rapita, stuprata, fatta a pezzi e i resti del corpo furono gettati a mare, nei pressi della tonnara di Palmi.
Il processo di primo grado per il sequestro e l’omicidio della studentessa fiorentina iniziò il 25 marzo 1997, sedici anni dopo la sua scomparsa. Quattro le persone rinviate a giudizio per la sua atroce morte accusati dei reati di sequestro di persona e omicidio in pregiudizio: Domenico Gallico, il capo della 'ndrina, Pietro Managò, giudicato poi in un procedimento separato con giudizio abbreviato, il fidanzato Francesco Frisina e la sorella Concetta Frisina, insegnante di scuola media a Palmi e considerata la personalità più forte della famiglia Frisina dopo la morte del padre, descritta nella sentenza come intrisa di cultura mafiosa. Il processo subì numerosi rinvii per questioni procedurali, si concluse nove anni dopo con una sentenza della Corte di Assise di Palmi di assoluzione degli imputati per insufficienza di prove.

## La memoria
Nel 2016 alla memoria di Rossella Casini il comune di Firenze ha affisso una targa commemorativa sulla casa in cui viveva, in borgo la Croce 2.
| _________________ QUI VISSE ROSSELLA CASINI VITTIMA DELLA 'NDRANGHETA SCOMPARSA DAL 22 FEBBRAIO 1981 PERCHÉ PER AMORE INFRANSE LA REGOLA CRIMINALE DEL SILENZIO 22 FEBBRAIO 2016 |

Il Comune di Firenze le ha poi intitolato anche un giardino sul lungarno Colombo.
Scandicci le ha intitolato una scuola. Il Comune di Palmi, il 22 febbraio 2020, ha inaugurato una via in suo onore.
La storia di Rossella Casini è narrata nello spettacolo teatrale Fate a pezzi la straniera
e nel romanzo di Roberto Saviano "L'amore mio non muore", edito da Einaudi.